# Ácido fenilacético
Ácido fenilacético é o ácido carboxílico derivado do ácido acético substituindo-se um hidrogênio do carbono 2 (alfa) por um radical fenil.